# حكومة عموم فلسطين في 1948
حكومة عموم فلسطين في 1948 يشير إلى الأحداث التي وقعت ضمن نطاق سلطة حكومة عموم فلسطين في قطاع غزة تحت الحماية المصرية.

## شاغلي المناصب
- رئيس الوزراء: أحمد حلمي باشا

## الأحداث

### سبتمبر
- في 22 سبتمبر 1948، أعلنت جامعة الدول العربية عن قيام حكومة عموم فلسطين واعترفت بها على الفور جميع أعضائها باستثناء إمارة شرق الأردن (التي أصبحت فيما بعد مملكة الأردن).[1]

### أكتوبر
- 15 أكتوبر - بداية عملية يوآف التي شنها جيش الاحتلال الإسرائيلي، والتي كانت تهدف إلى احتلال صحراء النقب بأكملها.[2]
- 21 أكتوبر - معركة بئر السبع : لواء النقب التابع لجيش الاحتلال الإسرائيلي يحتل بئر السبع.[3]

### ديسمبر
- 27 ديسمبر - بدأ جيش الاحتلال الإسرائيلي عملية حوريب، وهي هجوم واسع النطاق ضد الجيش المصري في النقب الغربي.[4]
- أواخر شهر ديسمبر - الحكومة الفلسطينية تنتقل إلى القاهرة، في أعقاب الهجوم الإسرائيلي على النقب الغربي وغزة.

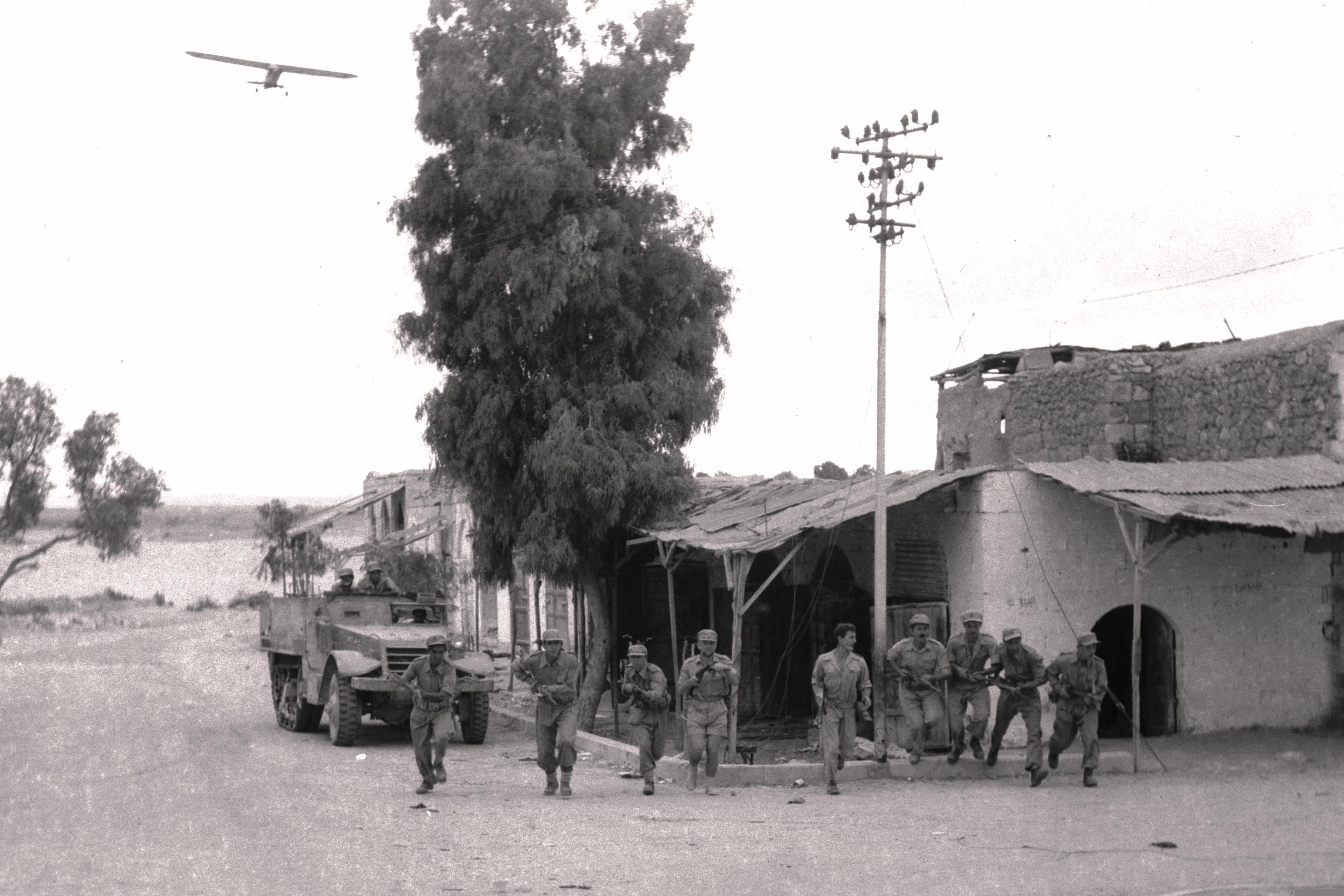
القوات الإسرائيلية تسيطر على بئر السبع خلال معركة بئر السبع، 21 أكتوبر 1948